# Émile Druart
Émile Druart was een Belgisch boogschutter.

## Levensloop
Druart nam deel aan de Olympische Spelen van 1900 te Parijs. Aldaar eindigde hij in het onderdeel 'Sur la Perche à la Herse' als tweede in het klassement.